# (37573) Enricocaruso
(37573) Enricocaruso (1989 UB7) – planetoida z grupy pasa głównego asteroid okrążająca Słońce w ciągu 3,68 lat w średniej odległości 2,38 j.a. Odkryta 23 października 1989 roku.